# Marvell Wynne
Marvell Wynne II (født 8. maj 1986 i Pittsburgh, Pennsylvania) er en amerikansk fodboldspiller, der spiller som forsvarer. Han har gennem karrieren repræsenteret New York Red Bulls, Colorado Rapids, San Jose Earthquakes og Toronto FC. Med Rapids vandt han i 2010 det amerikanske mesterskab.
Wynne gik på college på UCLA.

## Landshold
Wynne har (pr. april 2018) spillet fem kampe for USA's landshold, som han debuterede for 28. juni 2007 i et Copa America-opgør mod Argentina. Han var efterfølgende en del af den amerikanske trup til både OL i 2008 og Confederations Cup 2009.

## Titler
Major League Soccer
- 2010 med Colorado Rapids